# 瓊瑠節婦傳
《瓊瑠節婦傳》（越南语：／）是一部阮朝乂安省瓊瑠縣、東城縣和安城縣三縣節婦小傳，成書於阮朝成泰十二年（1900年），作者范廷倅。
該書由山興宣總督高春育等人作序，國子監祭酒呌能靜等人題跋，范廷倅敘說，先開列求封呈文，後開列節婦事跡。

## 外部連結
- 《瓊瑠節婦傳》（成泰十二年） （页面存档备份，存于）